# Prosnes
Prosnes is een gemeente in het Franse departement Marne (regio Grand Est) en telt 518 inwoners (2005). De plaats maakt deel uit van het arrondissement Reims.

## Geografie
De oppervlakte van Prosnes bedraagt 32,8 km², de bevolkingsdichtheid is 15,8 inwoners per km².
De onderstaande kaart toont de ligging van Prosnes met de belangrijkste infrastructuur en aangrenzende gemeenten.

## Demografie
Onderstaande figuur toont het verloop van het inwonertal (bron: INSEE-tellingen).